# Yeşilova, Andırın
Yeşilova là một thị trấn thuộc huyện Andırın, tỉnh Kahramanmaraş, Thổ Nhĩ Kỳ. Dân số thời điểm năm 2010 là 2.559 người.